# Datte suki nan damon
Datte suki nan damon (だって好きなんだもん?  Porque te amo) es un manga shōjo de dos tomos, dibujado por la mangaka Wataru Yoshizumi. Se publicó en Japón en la revista Ribon a comienzos de octubre de 2004.

## Argumento
La protagonista de la historia, Moka, es una estudiante en busca de amor con el que pueda disfrutar de la vida. Un día va a la biblioteca para buscar un libro de arte y se encuentra con un chico, Masato, del que se enamora. Pero Moka descubre que él solo sale con chicas que ya tengan novio, a las cuales deja cuando ellas abandonan a su novio. Moka, triste por ello, no se desanima y le pregunta si quiere quedar con ella. El chico le responde que no, ya que sabe que ella no tiene novio. Un día, el hermano mayor de Moka, que estaba en Nueva York, llega de visita, y Masato empieza a preguntarse si ese es el novio de Moka.

## Personajes
- Moka Konno: tiene 16 años y es una chica normal de instituto. Es guapa, simpática y enamoradiza. Está enamorada de Masato y hará todo lo posible para conseguir su amor. Sus mejores amigos son Mitsumi y Ebi-chan, que salen juntos. Tiene un hermano mayor que se llama Megu, al que hace mucho tiempo que no ve porque estaba en Nueva York.

- Masato Yoshii: es un chico muy guapo, también de 16 años, que va al mismo instituto que Moka. Él solo la ve cómo a una amiga, pero poco a poco y sin darse cuenta se va enamorando él también. En verdad es un play-boy al que solo le gustan las chicas con novio, y cuando esas chicas cortan con su novio para estar con él, entonces él las deja. Es amigo de la infancia de Kanzaki.

- Megumu 'Megu' Watari: es el hermano mayor de Moka, pero tiene un apellido diferente al de ella porque sus padres están separados y cada uno ha cogido el apellido de uno. Acaba llegar de Nueva York, dónde estaba estudiando. Está enamorado de Kanzaki, una chica muy guapa de la clase de Moka. Como Moka, hará todo lo posible por conseguir el amor de Kanzaki.

- Kanzaki Kozue: es una chica guapísima, que va a la misma clase que Moka. Es la musa de su padre, un fotógrafo muy famoso. Tiene una hermana mayor que sale con el hermano mayor de Masato. De ahí viene que Kanzaki y Masato son amigos de la infancia. Megu está enamorado de ella, y ella poco a poco también se enamorará de él.

- Mitsumi Asaoka: es la mejor amiga de Moka en el instituto, y va a su clase. Le aconseja y siempre está con ella. Sale desde los trece años con Ebi-chan.

- Ebi-chan: es un chico que va a la clase de Moka. Sale con Mitsumi desde los trece años, y por eso siempre va con ellas y están juntos los tres.